# Born This Way
《Born This Way》는 미국의 가수 레이디 가가의 정규 앨범이다. 2011년 5월 20일 아일랜드에서 처음으로 발매되었고, 5월 23일에는 인터스코프 레코드를 통해 다른 나라에서도 발매되었다. 《Born This Way》의 음악은 신스팝, 일렉트로팝, 댄스 팝 스타일에 뿌리를 두었고, 이전에 시도하지 않았던 오페라, 헤비메탈, 디스코, 로큰롤 등의 다양한 음악들을 담았다. 노래들의 주제는 섹슈얼리티, 종교, 자유, 페미니즘, 개인주의에 대한 이야기를 다뤘다. 일부 종교 단체와 보수주의자들에게 비판을 받았음에도 불구하고, 음악 비평가들에게는 가가의 음악과 보컬이 다양한 음악 스타일을 시도했다며 좋은 평가를 받았다.
앨범은 상업적으로도 성공을 거뒀다. 미국 빌보드 200을 포함한 거의 모든 나라에서 5위권 이상으로 데뷔했다. 특히 미국에서 발매 첫 주 1,108,000만 장을 팔아 5년 만에 첫 주 가장 높은 판매고를 올렸다. 또한 아마존에서 이틀 동안 99% 세일을 한 결과 440,000만 장을 팔아 첫 주 판매량에 도움을 줬다. 2011년 9월 기준으로, 세계적으로 800만 장 이상을 팔아치우고 있다.
지금까지 앨범에서 4개의 싱글과 1개의 프로모션 싱글이 발매되었다: 〈Born This Way〉, 〈Judas〉, 〈The Edge of Glory〉, 〈Yoü and I〉 이 싱글들은 모두 빌보드 핫 100 10위권에 진입했고, "Born This Way"는 아이튠즈 역사상 가장 빨리 팔린 싱글이라는 기록을 세웠다. 〈Hair〉는 프로모션 싱글로, 16개의 나라에서 차트 진입을 했다. 가가는 제53회 그래미 상과 MTV 비디오 뮤직 어워드를 포함한 여러 텔레비전 프로그램에 출연해 공연을 펼쳤다.

## 배경과 작업

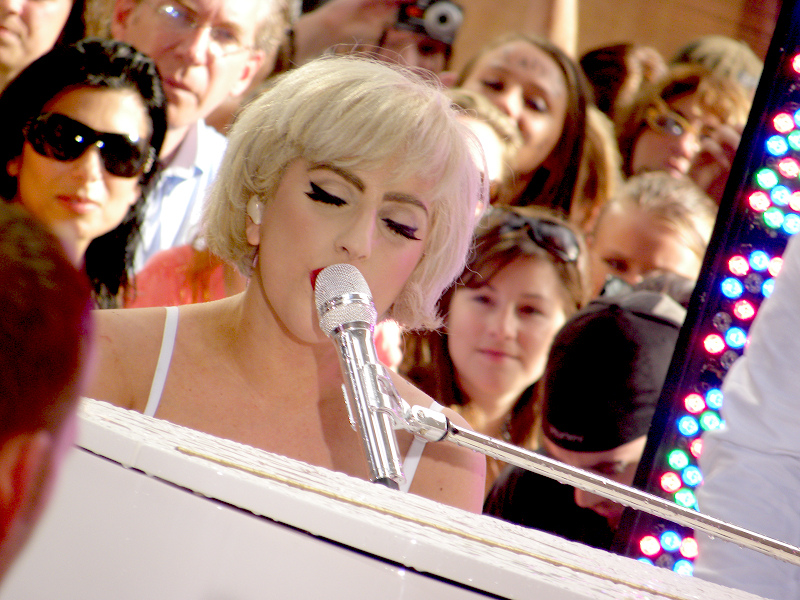
투데이에서 "You and I"를 부르고 있는 가가.

가가는 2010년 3월, MTV 영국과의 인터뷰 중 새 음반의 작업이 시작되었고, 핵심 작업을 모두 마친 상태라고 말했었다. 3달 뒤, 《롤링 스톤》과의 인터뷰에서는 음반의 작업이 모두 마친 상태지만, 2011년 발매될 예정이라고 말했다. 레이디 가가는 이렇게 말했다. "새 음반이 너무 빨리 완료되었다. 저는 몇 달 동안 작업을 했었고, 작업을 마친 지금 새 음반이 매우 강력하게 느껴져요. 일부 음악가들은 몇 년이 걸리기도 하지만, 난 아니에요. 매일 음악을 쓰거든요."
가가는 MTV 뉴스, 트로이 카터, 가가의 매니저와의 인터뷰에서 공동 작곡가/프로듀서가 레드원이란 걸 밝히고 음반에 대한 개인적인 의견을 밝히기도 했다. 레드원은 Born This Way에 대해 ""Bad Romance"를 뛰어넘을 만한 대단한 곡이 첫 싱글이 될 것"이라고 소식을 전하며 기대감을 더 높였다. 가가 자신 역시 유럽 투어 공연 중 이 음반은 최고의 음반이 될 것을 장담한다며 전했다.
가가는 2010 VMAs에서 상을 수상한 후, 새 음반의 제목이 "Born This Way"가 될 거라며 전했다. 가가는 수상하기 전에 모든 사람에게 "내가 올해의 비디오상을 수상한다면, 새 음반 이름을 밝히겠다."라며 결국 밝히게 되었다.
2010년 12월 25일, 가가는 2011년 1월 1일 자정 자신의 트위터에 Born This Way에 대한 정보를 알려준다고 알렸다. 그리고 음반과 관련을 보이는 사진과 함께 트위터에 올라왔고, 사진에는 Born This Way라는 문구가 적힌 재킷을 입고 있었다. 또한 가가는 뒤를 보고 있었는데, 하의에 아무것도 걸치지 않아 더욱 화제가 되었다. 사진과 함께 "THE SONG 2 13 11 THE RECORD 5 23 11"라는 글도 올려 발매일을 알렸다.

## 발매와 프로모션
가가는 2010년 11월 26일 폴란드 그단스크에서 열린 Monster Ball Tour 중 새 앨범의 수록곡은 최대 20곡이 될 수 있다고 밝혔다. 이후 2011년 2월, 《보그》와의 인터뷰에서 최종적으로 17개의 노래가 수록될 것이라고 말했다. Born This Way 발매 전, 2011년 5월 18일 인터넷을 통해 유출되었다. 하지만, 저작권위반법으로 모두 삭제되었다. 2011년 5월 23일, 앨범은 정식으로 스페셜 에디션과 스탠다드 에디션으로 나뉘어 세계적으로 발매되었다. 스페셜 에디션에는 기존 에디션을 포함한 3개의 노래가 더 수록되었다. 가가는 앨범 발매 전, 싱글이 아닌 프로모션의 일환으로 티에리 뮈글러의 패션쇼에서 "Scheiße"와 "Government Hooker" 리믹스 버전을 각각 2011년 1월, 3월에 선보였다. 또한 "Marry the Night", "Americano", "Electric Chapel"과 같은 몇몇의 노래는 앨범 발매 며칠 전에 팜빌을 통해 공개했다.

### 라이브 공연

The Monster Ball에서 "Born This Way" 공연 중인 레이디 가가.

가가는 Born This Way가 발매되자 북아메리카, 유럽, 아시아에서 라이브 공연을 하는 등 프로모션 활동을 시작했다. 제일 먼저 2011년 2월 13일 로스앤젤레스 스테이플 센터에서 열린 제53회 그래미 상에서 리드 싱글 "Born This Way"를 공연했다. 6일 후, 애틀랜타에서 열린 The Monster Ball Tour에서 두 번째 앵콜 노래로 "Born This Way"를 공연했다. 이후 "Born This Way"는 투어의 세트리스트로 결정되었다. 두 달 후, 플로리다주 탬파 공연에서는 "Judas" 공연을 시작했다. "Judas"는 2011년 4월 28일자 《엘런 드제너러스 쇼》에서 처음으로 방송에 나가 무대에 섰고, 5월 12일 칸 영화제에서 공연을 했다.

### 싱글
리드 싱글인 "Born This Way"는 첫 싱글로 2011년 2월 11일 발매되었으며 그래미 상에서 첫 컴백 무대를 펼쳤다. 이 노래는 가가와 페르난도 가르바이, DJ 화이트 쉐도우에 의해 만들어졌다. "Born This Way"의 뮤직비디오는 2011년 2월 22일부터 24일까지 주말에 촬영 되었다. 이 싱글은 빌보드 핫 100 1000번째 1위로 올랐고, 6주 동안 정상을 지켰다. 미국 이외에 20여 개 국가에서 1위를 하며 상업적인 성공을 거뒀다. 그리고 두 번째 싱글로는 "Judas"로 2011년 4월 발매되어, 빌보드 핫 100 10위에 올랐다. 그 다음 달인 5월에는 세 번째 싱글이자 첫 번째 앨범 카운트다운 싱글로 "The Edge Of Glory"가 발매되어 빌보드 핫 100 3위로 데뷔하였으며, 5월 16일에는 프로모션 싱글 "Hair"가 발매되어 빌보드 핫 100 12위로 데뷔하였다

## 상업적 성과
Born This Way는 발매 첫 주 미국에서 1,108,000만 장을 팔아 50 센트의 The Massacre(2005)가 1,141,000만 장의 판매고를 올린 이후 가장 높은 판매고로 빌보드 200 1위로 데뷔했다. 이로써 발매 첫 주 100만 장 이상을 팔아치운 17번째 앨범으로 레이디 가가의 첫 빌보드 200 1위 앨범이되었다. 또한 여자 가수 중에선 휘트니 휴스턴(The Bodyguard Soundtrack, 1992), 브리트니 스피어스 (Oops!...I Did It Again, 2000), 노라 존스 (Feels Like Home, 2004), 테일러 스위프트 (Speak Now, 2010)에 이은 다섯 번째의 기록을 세웠다. 미국의 인터넷 쇼핑몰 아마존에서는 덤핑을 해서 이틀만에 440,000만 장이라는 판매고를 올렸다. 그러나, 300만 달러 이상의 손실을 본것으로 알려져있다. (이것은 아마존측의 손해일뿐 레이디가가측은 정가에 넘겼다. ) 또한 662,000만 건의 디지털 판매로 사운드스캔 집계 역사상 가장 높은 디지털 판매를 했다. 이 디지털 판매량은 Born This Way의 첫 주 판매량 중 60%를 차지했다. 이 앨범은 미국에서 디지털 판매 첫 주 가장 높은 판매량을 보인 여덟 번째 디지털 앨범이 되었다. 빌보드 200에서 1위로 데뷔하기 전에 빌보드 댄스/일렉트로닉 앨범 차트에서 10위로 데뷔했었다. 다음 주, 가가의 첫 정규 앨범인 The Fame을 밀쳐내고 1위에 올랐다. 빌보드 200 1위에 오른 다음주 84%의 판매량 감소인 174,000만 장을 팔았지만 여전히 1위를 지켰다. 특히 디지털 판매량에서 38,000만 건을 팔아 94%가 떨어진 판매율을 보였다. 셋째 주에는 100,000만 장을 팔았는데, 아델의 21이 42%의 판매량 감소에도 불구하고 2위로 떨어졌다. 넷째 주에는 33%의 판매량 감소인 68,000만 장을 팔아 4위로 떨어졌다. 2011년 12월까지 Born This Way는 미국에서 2,000,000만 장을 팔아치우고있어 2011년 미국에서 두 번째로 가장 많이 팔린 앨범이다.
아일랜드와 스웨덴에서도 1위로 데뷔했고, 핀란드에서는 2위로 데뷔했다. 오스트레일리아에서도 1위로 데뷔하며 The Fame Monster에 이은 두 번째 1위 앨범이 되었다. Born This Way는 오스트레일리아에서 70,000만 장 이상을 팔아치우며 호주음반산업협회는 플래티넘 인증을 했다. 영국에서는 2011년 5월 29일자 차트에서 215,639만 장을 팔아치워 2011년 영국에서 첫 주 가장 높은 판매량을 올린 앨범으로 남으며 1위 데뷔를 했다. 이는 그 주에서 상위 10위권 앨범을 더한 것보다 더 팔린것이고, 여성 아티스트로서 2005년 마돈나의 Confessions on a Dance Floor (217,610만 장) 이후 최고 높은 첫 주 판매량을 기록했다. 영국 더 오피셜 차트 컴퍼니에 의하면 2011년 12월까지 689,000만 장을 팔아치우고 있다. 프랑스에서도 1위로 데뷔했고 2주동안 정상을 차지하며 2011년 12월까지 170,000만 장을 팔고있다. 뉴질랜드 앨범 차트에서도 The Fame Monster에 이어 1위로 데뷔했고, 첫 주 판매량으로 플래티넘 인증을 받았다. 또한 일본 오리콘 앨범 차트에서도 첫 주 184,000만 장을 팔아치우며 1위로 데뷔했다. 이후 750,000만 장이 팔리면 인증하는 트리플 플래티넘 인증을 받았다. 현재 일본에서 2011년 11월까지 646,000만 장을 팔아치우고있다. 한국에서는 2011년 9월까지 스탠다드 버전만 3,689장이 팔렸다. 유니버설 뮤직 그룹에 따르면 러시아에서 이틀동안 30,000만 장을 팔았다고한다. Born This Way는 발매 첫 주에만 세계적으로 2,500,000만 장 이상을 팔아치웠다. 2011년 9월까지 세계적으로 800만 장을 팔아치우고있다.

## 수록곡

### 스탠다드 에디션
1. Marry The Night
2. Born This Way
3. Government Hooker
4. Judas
5. Americano
6. Hair
7. Scheiße
8. Bloody Mary
9. Bad Kids
10. Highway Unicorn (Road to Love)
11. Heavy Metal Lover
12. Electric Chapel
13. You And I[53]
14. The Edge Of Glory
15. Born This Way - Jost & Naaf Remix

### 스페셜 에디션
CD1
1. Marry The Night
2. Born This Way
3. Government Hooker
4. Judas
5. Americano
6. Hair
7. Scheiße
8. Bloody Mary
9. Black Jesus + Amen Fashion
10. Bad Kids
11. Fashion Of His Love
12. Highway Unicorn (Road To Love)
13. Heavy Metal Lover
14. Electric Chapel
15. The Queen
16. You And I
17. The Edge Of Glory

CD2
1. Born This Way - The Country Road Version
2. Judas - Dj White Shadow Remix
3. Marry The Night - Zedd Remix
4. Scheiße - Dj White Shadow Mugler
5. Fashion Of His Love - Fernando Garibay Remix
6. Born This Way - Jost & Naaf Remix

## 차트
| 차트 (2011)                          | 최고 순위 |
| ------------------------------------ | --------- |
| 아르헨티나 앨범 (CAPIF)              | 1         |
| 오스트레일리아 앨범 (ARIA)           | 1         |
| 오스트리아 앨범 (Ö3 오스트리아)      | 1         |
| 벨기에 앨범 (울트라탑 플랑드르)      | 1         |
| 벨기에 앨범 (울트라탑 왈로니아)      | 1         |
| 브라질리아 앨범 차트                 | 2         |
| 캐나디안 앨범 (빌보드)               | 1         |
| 크로아티아 외국 앨범 (IFPI)          | 1         |
| 체코 앨범 (ČNS IFPI)                 | 1         |
| 덴마크 앨범 (히트리스트)             | 1         |
| 네덜란드 앨범 (메하하르츠)           | 5         |
| 핀란드 앨범 (수오멘 비랄리넨 리스타) | 2         |
| 프랑스 앨범 (SNEP)                   | 1         |
| 대한민국 (가온 국외)                 | 9         |
| 독일 앨범 (미디어 컨트롤)            | 1         |
| 그리스 앨범 (IFPI)                   | 5         |
| 헝가리 앨범 (Mahasz)                 | 1         |
| 아일랜드 앨범 (IRMA)                 | 1         |
| 이탈리아 앨범 (FIMI)                 | 1         |
| 일본 앨범 (오리콘)                   | 1         |
| 멕시코 앨범 (탑 100 멕시코)          | 1         |
| 뉴질랜드 앨범 (레코디드 뮤직 NZ)     | 1         |
| 노르웨이 앨범 (VG-리스타)            | 1         |
| 폴란드 앨범 (ZPAV)                   | 3         |
| 포르투갈 앨범 (AFP)                  | 5         |
| 러시아 앨범 (러시아 음악 차트)       | 1         |
| 스코틀랜드 앨범 (OCC)                | 1         |
| 스페인 앨범 (PROMUSICAE)             | 2         |
| 스웨덴 앨범 (스베리예토프리스탄)     | 1         |
| 스위스 앨범 (슈바이처 히트파라데)    | 1         |
| 타이완 서양 앨범 차트                | 1         |
| 영국 음반 (OCC)                      | 1         |
| 미국 빌보드 200                      | 1         |
| 미국 댄스/일렉트로닉 앨범 (빌보드)   | 1         |

| 차트 (2011)                 | 순위 |
| --------------------------- | ---- |
| 오스트레일리아 앨범 차트    | 6    |
| 오스트리아 앨범 차트        | 15   |
| 벨기에 앨범 차트 (플랑드르) | 23   |
| 벨기에 앨범 차트 (왈로니아) | 13   |
| 브라질 앨범 차트            | 13   |
| 캐나다 앨범 차트            | 3    |
| 덴마크 앨범 차트            | 38   |
| 네덜란드 앨범 차트          | 40   |
| 핀란드 앨범 차트            | 23   |
| 프랑스 앨범 차트            | 18   |
| 독일 앨범 차트              | 17   |
| 헝가리 앨범 차트            | 30   |
| 아일랜드 앨범 차트          | 17   |
| 이탈리아 앨범 차트          | 21   |
| 일본 앨범 차트              | 4    |
| 멕시코 앨범 차트            | 13   |
| 뉴질랜드 앨범 차트          | 3    |
| 폴란드 앨범 차트            | 33   |
| 러시아 앨범 차트            | 6    |
| 스페인 앨범 차트            | 23   |
| 스웨덴 앨범 차트            | 14   |
| 스위스 앨범 차트            | 10   |
| 영국 음반 차트              | 7    |
| 미국 빌보드 200             | 3    |
| 미국 댄스/일렉트로닉 앨범   | 1    |

| 차트 (2012)                   | 순위 |
| ----------------------------- | ---- |
| 오스트레일리아 댄스 앨범 차트 | 16   |
| 미국 빌보드 200               | 85   |
| 미국 댄스/일렉트로닉 앨범     | 4    |

## 인증 및 판매량
| 국가                                                                                         | 인증        | 판매량/출하량 |
| -------------------------------------------------------------------------------------------- | ----------- | ------------- |
| 오스트레일리아 (ARIA)                                                                        | 2× 플래티넘 | 140,000^      |
| 오스트리아 (IFPI 오스트리아)                                                                 | 플래티넘    | 20,000*       |
| 벨기에 (BEA)                                                                                 | 플래티넘    | 30,000*       |
| 브라질 (Pro-Música Brasil)                                                                   | 2× 플래티넘 | 80,000*       |
| 캐나다 (뮤직 캐나다)                                                                         | 4× 플래티넘 | 320,000^      |
| Chile (IFPI Chile)                                                                           | 2× 플래티넘 |               |
| 덴마크 (IFPI Danmark)                                                                        | 플래티넘    | 20,000        |
| 핀란드 (Musiikkituottajat)                                                                   | 골드        | 19,338        |
| 프랑스 (SNEP)                                                                                | 2× 플래티넘 | 200,000*      |
| 독일 (BVMI)                                                                                  | 플래티넘    | 200,000^      |
| 헝가리 (MAHASZ)                                                                              | 골드        | 3,000^        |
| 아일랜드 (IRMA)                                                                              | 2× 플래티넘 | 30,000^       |
| 이탈리아 (FIMI)                                                                              | 플래티넘    | 60,000*       |
| 일본 (RIAJ)                                                                                  | 3× 플래티넘 | 658,554       |
| 멕시코 (AMPROFON)                                                                            | 플래티넘    | 60,000^       |
| 뉴질랜드 (RMNZ)                                                                              | 플래티넘    | 15,000^       |
| 노르웨이 (IFPI 노르웨이)                                                                     | 골드        | 15,000*       |
| 필리핀 (PARI)                                                                                | 골드        | 11,000        |
| 폴란드 (ZPAV)                                                                                | 플래티넘    | 20,000*       |
| 러시아 (NFPF)                                                                                | 4× 플래티넘 | 40,000*       |
| 싱가포르 (RIAS)                                                                              | 골드        | 5,000*        |
| 스페인 (PROMUSICAE)                                                                          | 골드        | 30,000^       |
| 스웨덴 (GLF)                                                                                 | 플래티넘    | 40,000        |
| 스위스 (IFPI 스위스)                                                                         | 플래티넘    | 30,000^       |
| 영국 (BPI)                                                                                   | 3× 플래티넘 | 1,050,000     |
| 미국 (RIAA)                                                                                  | 4× 플래티넘 | 4,000,000     |
| 요약                                                                                         |             |               |
| 유럽 (IFPI)                                                                                  | 플래티넘    | 1,000,000*    |
| GCC (IFPI 중동)                                                                              | 플래티넘    | 6,000*        |
| 전 세계                                                                                      | —           | 6,000,000     |
| *판매량을 기반으로 한 인증 · ^출하량을 기반으로 한 인증 · 판매량+스트리밍을 기반으로 한 인증 |             |               |

## 발매일
| 국가     | 일정            | 포맷                    | 레이블                                          | 에디션                         |
| -------- | --------------- | ----------------------- | ----------------------------------------------- | ------------------------------ |
| 세계     | 2011년 5월 23일 | CD, 디지털 다운로드     | 스트림라인 레코드, 인터스코프 레코드, 콘 라이브 | 스탠다드, 디럭스               |
| 콜롬비아 | 2011년 5월 30일 | CD, 디지털 다운로드     | 스트림라인 레코드, 인터스코프 레코드, 콘 라이브 | 스탠다드                       |
| 미국     | 2011년 6월 7일  | CD, LP, 디지털 다운로드 | 스트림라인 레코드, 인터스코프 레코드, 콘 라이브 | 팬 패키지 (디럭스)             |
| 미국     | 2011년 8월 30일 | LP, 디지털 다운로드     | 스트림라인 레코드, 인터스코프 레코드, 콘 라이브 | 리미티드 콜렉션 에디션(디럭스) |
| 독일     | 2011년 9월 27일 | USB 드라이브            | 인터스코프                                      | 스탠다드                       |
| 미국     | 2011년 10월 3일 | USB 드라이브            | 인터스코프                                      | 디럭스                         |